# Lusovenator
Lusovenator é um gênero de dinossauros terópodes do grupo dos Carcharodontossauros, nativo da Formação Lourinhã, região ocidental de Portugal. Essa formação data do Jurássico Superior, durante as idades Kimmeridgiana e Tithoniana, há cerca de 155 a 145 milhões de anos. Até ao momento, somente uma espécie foi nomeada, Lusovenator santosi. O nome do gênero significa "Caçador de Portugal", em alusão ao país onde foi encontrado.
Este é o primeiro Carcharodontossauro descrito do Jurássico de Laurásia e é intimamente relacionado a outros Carcharodontossauros basais, como Veterupristisaurus e Siamraptor.

## Descoberta e nomeação
O holótipo do gênero, SHN.036, consiste em vértebras cervicais, dorsais, sacrais e caudais, costelas, um ílio direito, ambos púbis e um ísquio. Esses ossos foram encontrados no sítio fossílifero de Ribamar, na Praia do Valmitão, cidade de Lourinhã, em Portugal. As rochas dessa localidade correspondem ao Membro Praia da Amoreira-Porto Novo da Formação Lourinhã e datam do Kimmeridgiano. Esse fóssil pertencia a um animal juvenil, de cerca de 3 metros.
Além do holótipo, um neótipo também é atribuído ao gênero, SHN.019. Esse espécime compreende uma série de vértebras caudais articuladas, um pé direito praticamente completo e alguns outros elementos isolados, pertencentes a um indivíduo mais velho. O neótipo foi coletado na localidade de São Pedro da Cadeira, na Praia das Candelas, na cidade de Torres Vedras, em Portugal. As rochas dessa localidade são cerca de 8 milhões anos mais recentes, da idade Tithoniana, e foram designadas como parte da Formação Freixial, porém provavelmente são parte do Membro Assenta da Formação Lourinhã. Ambos espécimes possuem características compartilhadas nas vértebras caudais, indicando que são parte do mesmo táxon.
O nome Lusovenator une as palavras Luso, que significa Portugal, e venator, que significa caçador. Já o epíteto específico L.santosi homenageia José Joaquim dos Santos, que descobriu e coletou o holótipo. O nome completo significa " Caçador Português de José Joaquim dos Santos".

## Descrição e paleobiologia
Assim como os outros táxons de seu grupo, Lusovenator era um dinossauros carnívoro e bípede. O tamanho reduzido do holótipo pode ser explicado devido a sua natureza juvenil, e provavelmente alcançaria dimensões semelhantes a Ulughbegsaurus e Siamraptor em sua vida adulta, de 7 a 8 metros de comprimento e 1 a 2 toneladas de massa.
Devido à grande competição no ambiente que viva, provavelmente era especializado em um tipo específico de presa, gerando uma diferenciação de nicho, como nas atuais savanas africanas.

## Paleoecologia
Durante o Jurássico Superior, a Pensínsula Ibérica era uma região de contato entre as faunas norte-americana, europeia, asiática e africana, apresentando uma diversidade incrível. Além de Lusovenator, outros tipos de dinossauros faziam dessa região seu lar, dentre eles: Allosaurus, Ceratosaurus, Torvosaurus, Miragaia, Stegosaurus, Supersaurus, Lusotitan, Draconyx e Dracopelta. Alguns pterossauros também habitavam a região, dentre eles Rhamphorynchus e um Dsungapterídeo indeterminado.

## Classificação
Lusovenator é parte do clado Carcharodontosauria, um grupo de Alossauróideos típicos do Cretáceo. Em trabalhos recentes tem se mostrado intimamente aparentado de Veterupristisaurus, Siamraptor e do Carcharodontossauro da Formação Sergi.
Filogenia de Malafaia et al (2020):
|  | Lusovenator                                                              |
|  |                                                                          |
|  | Veterupristisaurus                                                       |
|  |                                                                          |
|  | Siats                                                                    |
|  |                                                                          |
|  | \| \| Carcharodontosauridae \| \| \| \| \| \| Neovenatoridae \| \| \| \| |
|  |                                                                          |
|  | Carcharodontosauridae                                                    |
|  |                                                                          |
|  | Neovenatoridae                                                           |
|  |                                                                          |

|  | Carcharodontosauridae |
|  |                       |
|  | Neovenatoridae        |
|  |                       |

|  | Lusovenator                                                              |
|  |                                                                          |
|  | Veterupristisaurus                                                       |
|  |                                                                          |
|  | Siats                                                                    |
|  |                                                                          |
|  | \| \| Carcharodontosauridae \| \| \| \| \| \| Neovenatoridae \| \| \| \| |
|  |                                                                          |
|  | Carcharodontosauridae                                                    |
|  |                                                                          |
|  | Neovenatoridae                                                           |
|  |                                                                          |

|  | Carcharodontosauridae |
|  |                       |
|  | Neovenatoridae        |
|  |                       |

|  | Lusovenator                                                              |
|  |                                                                          |
|  | Veterupristisaurus                                                       |
|  |                                                                          |
|  | Siats                                                                    |
|  |                                                                          |
|  | \| \| Carcharodontosauridae \| \| \| \| \| \| Neovenatoridae \| \| \| \| |
|  |                                                                          |
|  | Carcharodontosauridae                                                    |
|  |                                                                          |
|  | Neovenatoridae                                                           |
|  |                                                                          |

|  | Carcharodontosauridae |
|  |                       |
|  | Neovenatoridae        |
|  |                       |

|  | Lusovenator                                                              |
|  |                                                                          |
|  | Veterupristisaurus                                                       |
|  |                                                                          |
|  | Siats                                                                    |
|  |                                                                          |
|  | \| \| Carcharodontosauridae \| \| \| \| \| \| Neovenatoridae \| \| \| \| |
|  |                                                                          |
|  | Carcharodontosauridae                                                    |
|  |                                                                          |
|  | Neovenatoridae                                                           |
|  |                                                                          |

|  | Carcharodontosauridae |
|  |                       |
|  | Neovenatoridae        |
|  |                       |

Filogenia de Bandeira et al (2021):
|  | Carcharodontossauro da Formação Sergi |
|  |                                       |
|  | Siamraptor                            |
|  |                                       |
|  | Veterupristisaurus                    |
|  |                                       |
|  | Lusovenator                           |
|  |                                       |

|  | Neovenatoridae        |
|  |                       |
|  | Carcharodontosauridae |
|  |                       |

|  | Carcharodontossauro da Formação Sergi |
|  |                                       |
|  | Siamraptor                            |
|  |                                       |
|  | Veterupristisaurus                    |
|  |                                       |
|  | Lusovenator                           |
|  |                                       |

|  | Neovenatoridae        |
|  |                       |
|  | Carcharodontosauridae |
|  |                       |

|  | Carcharodontossauro da Formação Sergi |
|  |                                       |
|  | Siamraptor                            |
|  |                                       |
|  | Veterupristisaurus                    |
|  |                                       |
|  | Lusovenator                           |
|  |                                       |

|  | Neovenatoridae        |
|  |                       |
|  | Carcharodontosauridae |
|  |                       |

|  | Carcharodontossauro da Formação Sergi |
|  |                                       |
|  | Siamraptor                            |
|  |                                       |
|  | Veterupristisaurus                    |
|  |                                       |
|  | Lusovenator                           |
|  |                                       |

|  | Neovenatoridae        |
|  |                       |
|  | Carcharodontosauridae |
|  |                       |

## Ver Também
- Veterupristisaurus
- Siamraptor
- Carcharodontossauro da Formação Sergi